# Hymenaphorura reisingeri
Hymenaphorura reisingeri is een springstaartensoort uit de familie van de Onychiuridae. De wetenschappelijke naam van de soort is voor het eerst geldig gepubliceerd in 1979 door Neuherz.